# Adrien V
Pour les articles homonymes, voir Adrien.
Adrien V (Ottobono de' Fieschi), né vers 1205 à Gênes et mort le 18 août 1276 à Viterbe, est le 186e pape de l’Église catholique pendant 39 jours, du 11 juillet au 18 août 1276.

## Biographie
Ottobon est né dans la famille Fieschi, une vieille famille féodale de Ligurie, comtes de Lavagna.

### Carrière
Nommé chapelain pontifical en 1243, il est créé cardinal-diacre au titre de saint Adrien en 1251 par son oncle, le pape Innocent IV. Il est nommé archidiacre de Parme à cette époque et est archidiacre de Reims en 1251.
En 1265, le pape Clément IV l'envoie en mission en Angleterre pour réconcilier Henri III et ses barons, et y prêcher la croisade. Il reste en Angleterre jusqu'en 1268 comme légat pontifical.

### Élevé au pontificat
Le 10 juillet 1276, il est élu pape et se rend à Viterbe pour y rencontrer Rodolphe de Habsbourg pour régler les contentieux entre l'Église et le roi. Arrivé à Viterbe, il suspend la bulle papale de Grégoire X concernant le conclave et meurt peu après.

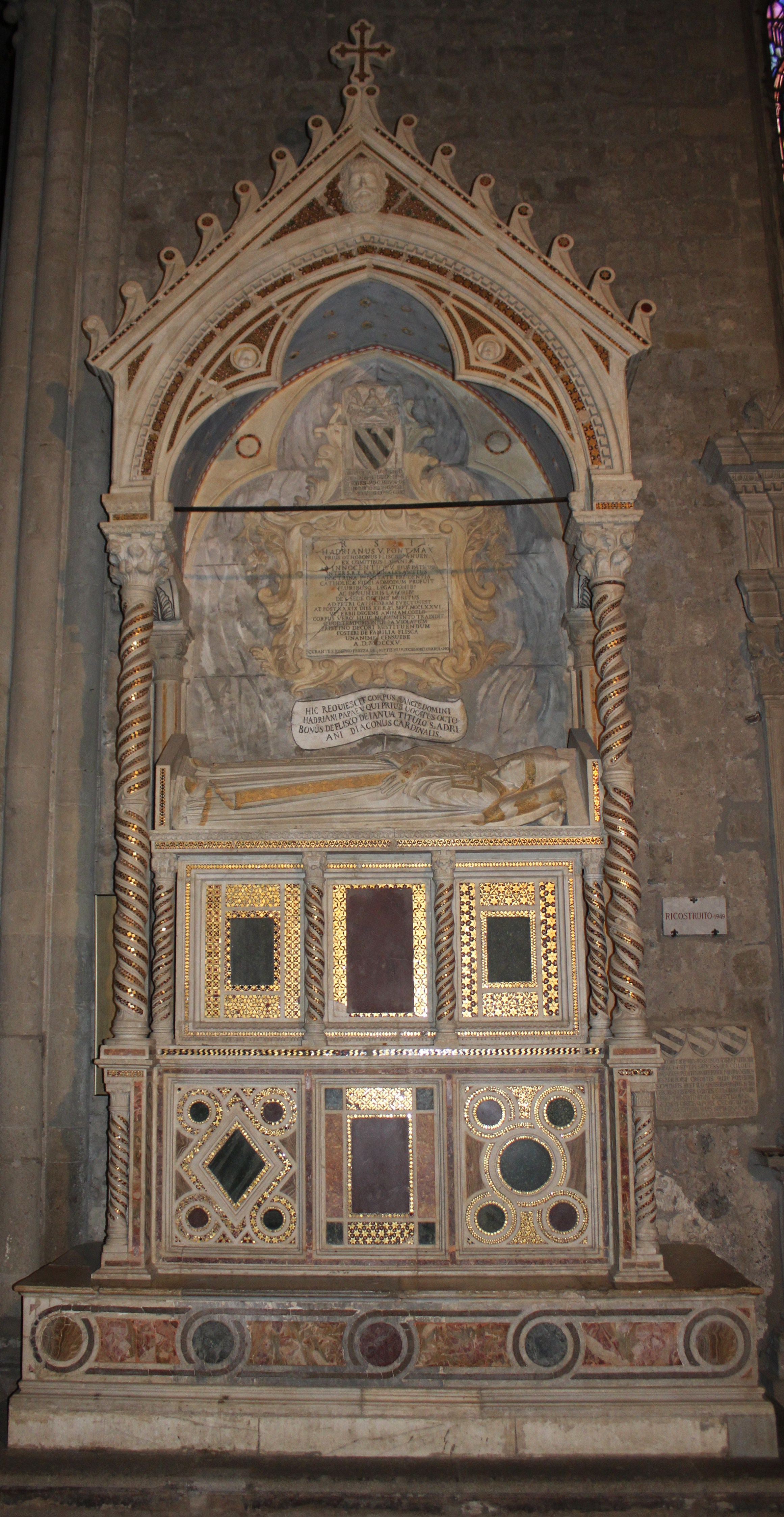
Monument funéraire d'Adrien V
Basilique San Francesco alla Rocca, Viterbe

Élu pape alors qu'il n'est que simple diacre, il n'a pas le temps d'être ordonné prêtre et évêque et donc ne sera pas intronisé sur le siège pontifical. Il est pourtant considéré comme pape légitime car à cette époque, « une légitime élection et l'acception de l'élu suffisaient ». Son pontificat est l'un des plus courts avec 38 jours seulement (ou 39 jours selon les jours inclus ou non). Le siège pontifical reste vacant durant 27 jours après son décès jusqu'à l'élection de Jean XXI.
Sa dépouille mortelle, par la volonté de la famille, repose dans la basilique de San Francesco alla Rocca de Viterbe, dans un splendide monument sépulcral, conçu, selon toute vraisemblance, par Arnolfo di Cambio et réalisé par l'un des Vassalletts, une célèbre famille de sculpteurs romains